# EA 3167
Хинуклидил-3-циклопентилфенилгликолат или EA 3167 (Код Эджвудского арсенала) — 3-хинуклидиловый эфир циклопентилфенилгликолевой кислоты. Холиноблокатор. Является психохимическим боевым отравляющим веществом. Разрабатывался как жидкое психохимическое отравляющее вещество.

## Физико-химические свойства
Бесцветная жидкость без запаха, проявляет основные свойства за счёт хинуклидинового ядра. С кислотами образует соли. 

## Токсическое действие
По уровню психотоксичности близок к веществу BZ.
Вызываемый веществом острый психоз имеет симптоматику аналогичную другим холинолитическим веществам центрального действия (потеря ориентации, угрожающие галлюцинации, амнестические явления и т. д.).